# Келли, Чарльз
Чарльз Келли (род. 11 сентября 1981) — американский автор-исполнитель песен в стиле кантри, основатель группы Lady Antebellum.

## Биография и музыкальная карьера
Чарльз Келли родился в Огасте (штат Джорджия). Чарльз начал заниматься музыкой в возрасте 11 лет. Его старший брат, Джош Келли, также является популярным в США кантри-исполнителем. В юности Чарльз, Джош и их старший брат Джон создали группу Inside Blue и выпустили несколько CD-синглов. В старших классах школы он познакомился с будущим коллегой по группе Дэйвом Хэйвудом.

### Lady Antebellum
Группа Lady Antebellum образовалась в 2006 году и подписала контракт с лейблом Capitol Records. Дебютный сингл группы «Love Don't Live Here» вышел в сентябре 2007 года, а первый альбом, также названный Lady Antebellum, — 15 апреля 2008 года. Второй альбом Lady Antebellum Need You Now появился в продаже 26 января 2010 года и дебютировал на 1 строке основного альбомного чарта США Billboard 200 и к началу 2011 года получил в стране статус 3x Платинового. Need You Now номинирован на премию «Грэмми» 2011 года в категории Альбом года.
Чарльз Келли также является соватором сингла кантри-исполнителя Люка Брайана «Do I», получившего статус Золотого в США, и автором песни с дебютного альбома My Best Days кантри-исполнителя Дэнни Гоки.

### Личная жизнь
Чарльз Келли женат на публицистке Кесси Макконелл-Келли. Пара обручилась 25 декабря 2008, через два года после знакомства. Свадебная церемония состоялась 4 июля 2009 года на Багамах.
Чарльз Келли — младший брат кантри-исполнителя Джоша Келли, который является супругом актрисы Кэтрин Хайгл. Получил диплом Университета Джорджии по финансам в 2004 году.

## Награды и номинации
| Год  | Награда                         | Номинация                                                            | Результат |
| ---- | ------------------------------- | -------------------------------------------------------------------- | --------- |
| 2009 | Academy of Country Music Awards | Песня года — «Need You Now»                                          | Победа    |
| 2010 | «Грэмми»                        | Лучшая кантри песня — «I Run to You»                                 | Номинация |
| 2010 | Country Music Association       | Песня года — «Need You Now»                                          | Номинация |
| 2011 | «Грэмми»                        | Альбом года — Need You Now                                           | Номинация |
| 2011 | «Грэмми»                        | Лучший кантри альбом — Need You Now                                  | Победа    |
| 2011 | «Грэмми»                        | Запись года — «Need You Now»                                         | Победа    |
| 2011 | «Грэмми»                        | Песня года — «Need You Now»                                          | Победа    |
| 2011 | «Грэмми»                        | Лучшее вокальное кантри исполнение дуэта или группы — «Need You Now» | Победа    |
| 2011 | «Грэмми»                        | Лучшая кантри песня — «Need You Now»                                 | Победа    |